# Arctia ditta
Arctia ditta är en fjärilsart som beskrevs av Smith 1958. Arctia ditta ingår i släktet Arctia och familjen björnspinnare. Inga underarter finns listade i Catalogue of Life.